# Su Shi

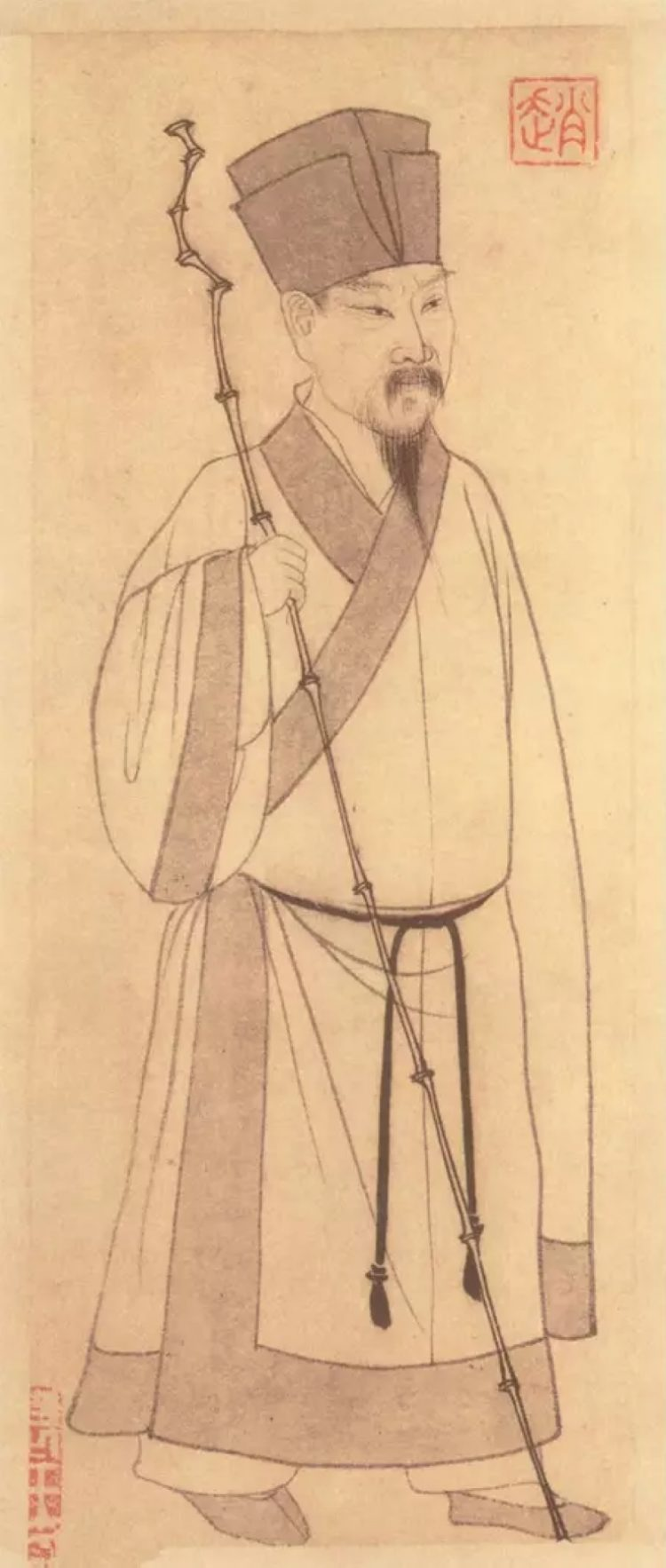
Portret van Su Shi door Zhao Mengfu (1254–1322)

Su Shi (traditioneel Chinees: 蘇軾; 1037–1101) was een Chinees kunstschilder, kalligraaf, dichter, farmacoloog en ambtenaar van de Song-dynastie. Zijn omgangsnaam was Zizhan (子瞻) en zijn artistieke naam Dongpo Jushi (東坡居士). Su Shi staat ook bekend als Su Dongpo (蘇東坡).

## Biografie
Su Shi werd in 1037 geboren in Meishan, in de provincie Sichuan. Zijn vader Su Xun (蘇洵) en diens broer Su Zhe (蘇轍) waren beide beroemde literati. Op jonge leeftijd kreeg Su in een lokale dorpsschool les van een taoïstische priester. Later nam zijn moeder de opleiding van Su in handen. Su trouwde op 17-jarige leeftijd. Hij maakte snelle vorderingen in het Chinees examenstelsel en bereikte in 1057 op 19-jarige leeftijd de hoogste graad van jinshi (進士).

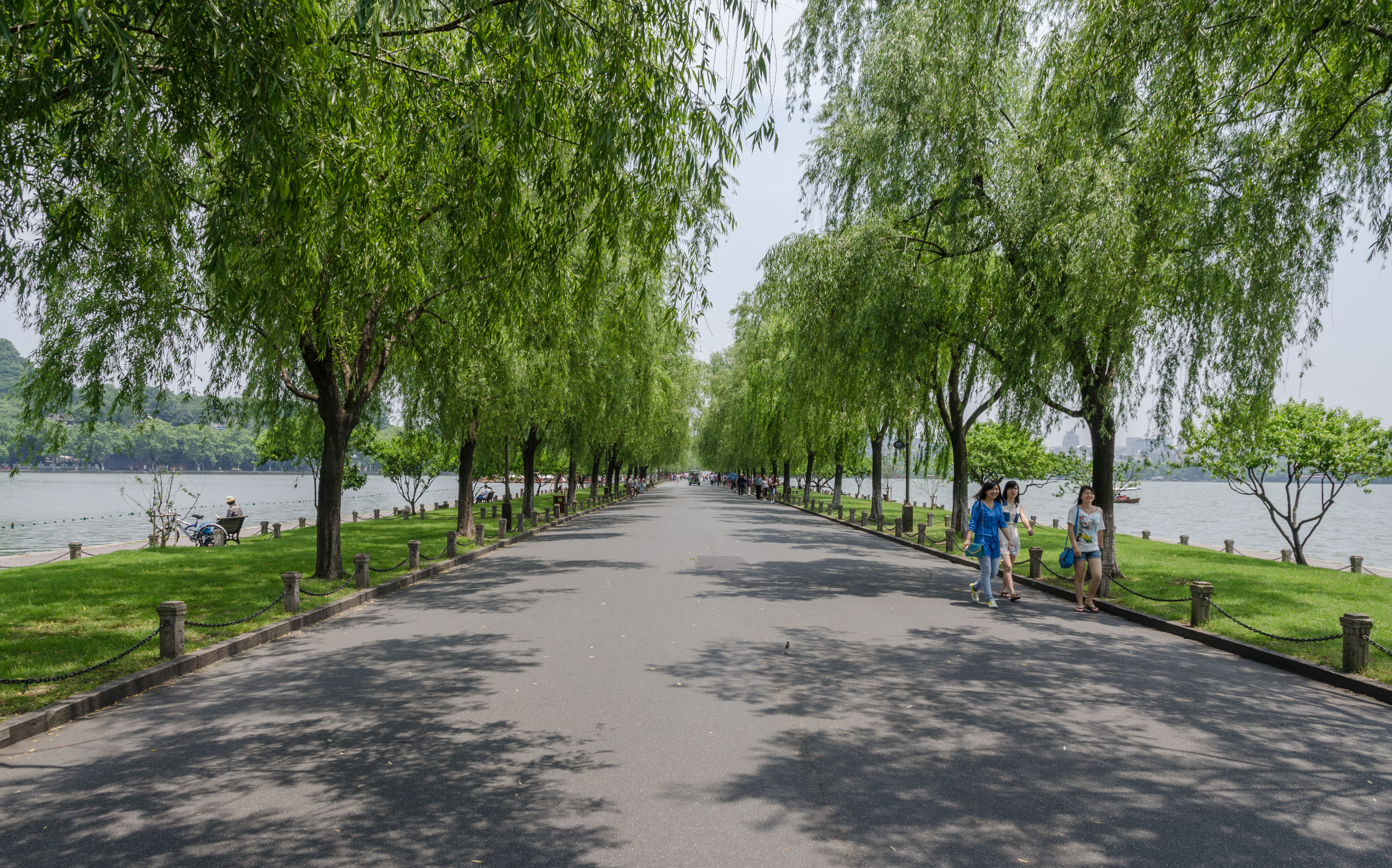
Su Di over het Westelijke Meer in Hangzhou

Van 1060 tot circa 1080 bekleedde Su een verscheidenheid aan ambtelijke functies, zoals magistraat van Mizhou, het huidige Zhucheng, en gouverneur van Xuzhou. In Hangzhou liet Su een voetgangersoversteek over het Westelijke Meer bouwen dat tegenwoordig nog zijn naam draagt: Su Di (蘇堤).
Na een politiek geschil met Wang Anshi schreef Su Shi een gedicht dat de hervormingen van deze staatsman hekelde. Een meerderheid aan het hof stemde ervoor om Su in verbanning te sturen. Deze straf werd uitgesproken op grond van Su's kritiek op de keizer, niet op Wang. Su trok naar Huangzhou in de provincie Hubei en woonde daar van 1080 tot 1084 in een boerderij die Dongpo werd genoemd: 'Oostelijke helling'. In Hubei verdiepte Su zich in het boeddhisme en nam hij de artistieke naam Dongpo Jushi aan, wat 'Bewoner van de oostelijke helling' betekent. In deze periode bracht hij veel tijd door met beschouwingen van de natuur en maakte hij enkele van zijn meest gewaardeerde gedichten en kalligrafieën.
In 1086 keerde Su terug uit ballingschap, maar werd in 1094 opnieuw verbannen. Hij trok naar de provincie Guangdong en later het eiland Hainan, waar in 1098 de Dongpo-academie werd gesticht. In 1100 kreeg Su gratie van de regering en kreeg hij een post in Chengdu. Het jaar daarop kreeg hij een andere betrekking in Changzhou. Su stierf onderweg.

## Invloed

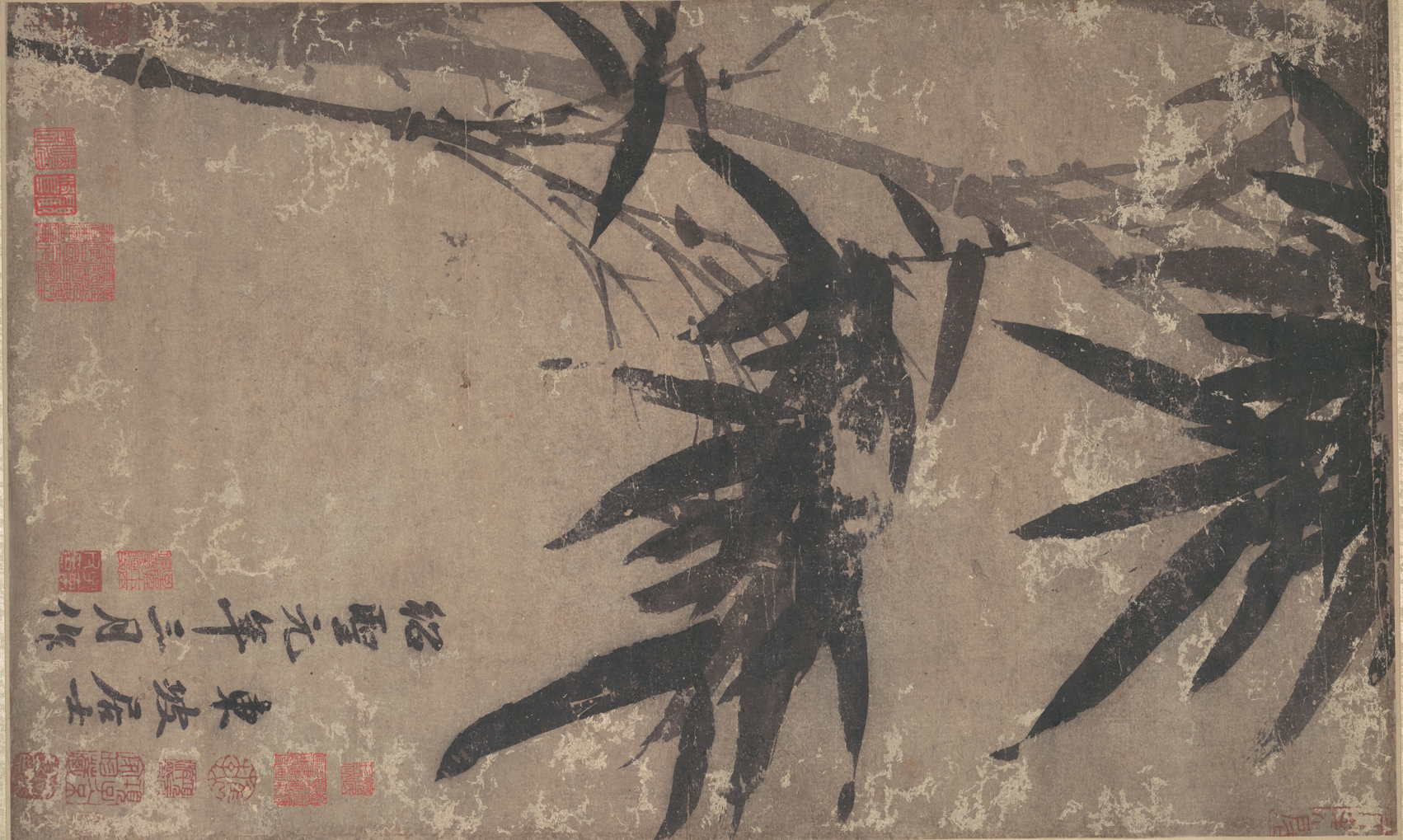
Bamboeschildering van Su Shi, hangende rol gemonteerd als handrol, collectie Metropolitan Museum of Art

Su Shi pleitte onder de literati van zijn tijd voor het combineren van de 'drie perfecties': gedichten, kalligrafie en schilderwerken. Deze combinatie werd een van de typische kenmerken van de Chinese schilderkunst. Een andere fundamentele verandering was Su's idee van de schilderkunst als een vorm van zelfexpressie. Hij gebruikte de term shiren hua (士人畫), letterlijk 'literati-schilderkunst', en maakte zo het onderscheid met de natuurgetrouwe schilderstijl die destijds populair was aan het keizerlijk hof. Su legde hiermee de basis voor een stroming die later door Dong Qichang (1555–1636) werd bestempeld als de Zuidelijke School.
- Bibsys: 90833791
- Biblioteca Nacional de España: XX822685
- Bibliothèque nationale de France: cb12074309s (data)
- CiNii: DA00340348
- Gemeinsame Normdatei: 118619780
- International Standard Name Identifier: 0000 0001 1776 8575
- Library of Congress Control Number: n80115817
- Nationale Bibliotheek van Letland: 000222571
- MusicBrainz: dcc9da19-d222-46aa-a8a3-b4b6562a14f1
- National Central Library: 002208122
- Bibliotheek van het Japanse parlement: 00316630
- Nationale Bibliotheek van Tsjechië: jn20040227005
- Nationale bibliotheek van Australië: 36601684
- Nationale Bibliotheek van Israël: 987007268508105171
- Nationale Bibliotheek van Polen: a0000003752591
- Nationale en Universitaire bibliotheek Zagreb: 000650846
- Nederlandse Thesaurus van Auteursnamen: 140083685
- Réseau des bibliothèques de Suisse occidentale: 02-A000156519
- LIBRIS: 248562
- SNAC: w6p85csj
- Système universitaire de documentation: 029032199
- Trove: 1318883
- Union List of Artist Names: 500123267
- Virtual International Authority File: 96591338
- WorldCat: E39PBJvd86kwK7hKtQxQhKpHG3